# Pierre Boulez
Pierre Boulez (født 26. marts 1925 i Frankrig, død 5. januar 2016) var en fransk komponist, dirigent, teoretiker og kulturentreprenør.
I 1959 forlod han Frankrig og slog sig ned i Baden-Baden i protest mod den officielle franske musikpolitik. Efter en betydelig international karriere vendte han i 1977 tilbage til Paris.
Har bl.a. skrevet kantater, klavermusik, sonater og elektronisk musik.
Af hans store værker nævnes Réspons fra 1981 og Le marteau sans maitre ("Den herreløse hammer") fra hans tidligere år.
Pierre Boulez modtog i 1985 Sonning-prisen *)
Pierre Boulez modtog i 1992 Adorno-prisen
*) "Pierre Boulez. Komponist - Dirigent - Utopist". Redigeret af Mogens Andersen og Mogens Wenzel Andersen, Med bidrag af Mogens Wensel Andersen og Poul Nielsen: Boulez i Danmark. Biografi. Ivar Frouenberg: Komponisten. Værker (værkfortegnelse). Hansgeorg Lenz: Dirigenten. Diskografi. Jesper Tang: Utopisten. 80 sider ill. i s/h, Forlaget Artia 1985 med støtte fra Lénie Sonnings Musikfond. ISBN 87-981865-0-7